# Jordi Álvarez Garcia
Jordi Álvarez Garcia   (Barcelona, 12 de març de 1933 - 26 de maig de 2017) va ser un escalador català.
Soci del Club Esquí Puigmal, mentre treballava amb el seu pare en un taller de Barcelona, Jordi Álvarez es dedicava, els caps de setmana, a escalar a Montserrat com ho feien tots els escaladors de l'època. Montserrat, no era en aquells anys solament una escola, sinó sobretot un terreny d'aventura i de descobriment. Moltes agulles encara eren verges i les que no ho eren, oferien grans possibilitats per a obrir-hi nous i agosarats itineraris. La seva activitat com a escalador es concentrà a la dècada de 1950, amb l'obertura de vies a diferents agulles de Montserrat, com ara la Caputxa, l'Ou de Colom, la roca dels Aurons i el Cap de Mort. La seva escalada més destacada, per la importància en la història de l'escalada a Catalunya, fou l'obertura de la via Puigmal, al Cavall Bernat, realitzada el 17 d'octubre de 1954. En aquesta escalada Jordi Álvarez i els seus companys Miquel Navarro i Jordi Ayats utilitzaren pitonisses d'expansió, inventades i fabricades pel mateix Álvarez, aprofitant la seva experiència professional com a mecànic, i que suposaren un nou sistema d'ancoratge a la roca i una millora en la seguretat dels escaladors. A Jordi Álvarez se li acudí fer una pitonissa en forma de tac de fusta, fent-li un tall a l'extrem i col·locant-hi un tascó de ferro de manera que aquest, en tocar al fons de la roca, provoqués l'expansió del clau. A partir d'aquell moment, la utilització de les pitonisses d'expansió faria canviar completament la concepció de l'escalada a Montserrat, fen fàcil allò que abans era impossible.
A iniciativa del Grup Cavall Bernat, que aplega escaladors de totes les generacions que han escalat l'emblemàtic monòlit de Montserrat, Álvarez dissenyà i realitzà una nova imatge d'acer de la Moreneta, de 40 mil·límetres de gruix amb una protecció de zenc, de 350 quilos de pes, que fou emplaçada al cim del Cavall Bernat, pujada amb un helicòpter dels Bombers de la Generalitat de Catalunya el 25 d'octubre de 1987, anys després que l'anterior imatge fos robada, al començament de la dècada de 1980. Jordi Álvarez també realitzà altres elements commemoratius, com la creu per a l'agulla del Gorra Frígia de Montserrat, de la qual també en fou el dissenyador, i la nova creu del cim més alt de Catalunya, la Pica d'Estats.